# 纵纹角鸮

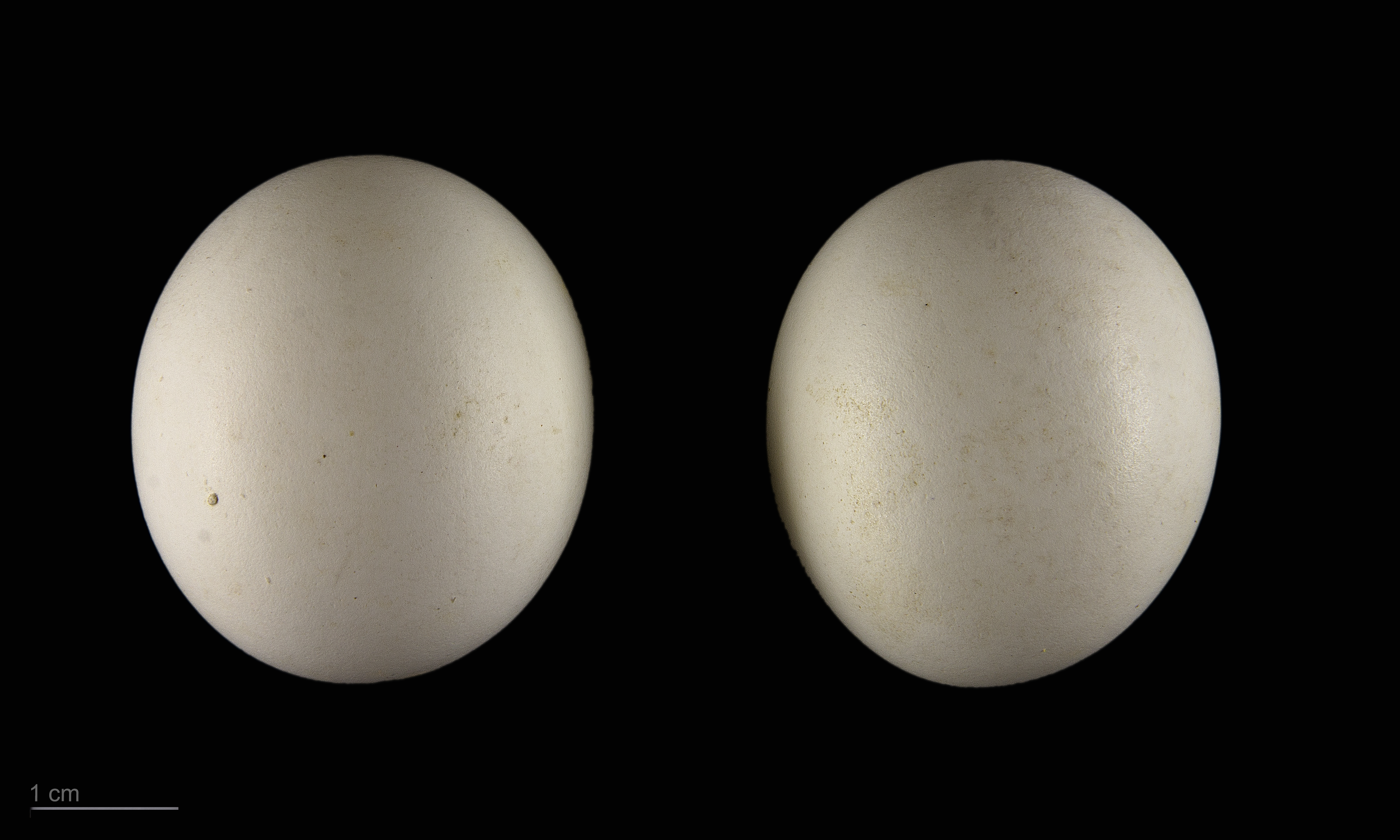
卵 Otus brucei

纵纹角鸮（学名：Otus brucei）为鸱鸮科角鸮属的鸟类。分布于前苏联、阿富汗、伊朗、伊拉克、叙利亚、巴勒斯坦、印度以及中国大陆的新疆等地。该物种的模式产地在印度。

## 保护
- 中国国家重点保护动物等级：二级

## 亚种
纵纹角鸮包括以下亚种：
- 纵纹角鸮指名亚种（学名： Hume, 1872）
- （学名： 1958）
- （学名： Cabanis, 1875）
- （学名： Zarudny & Harms, 1902）